# St. Matthäus (Padingbüttel)

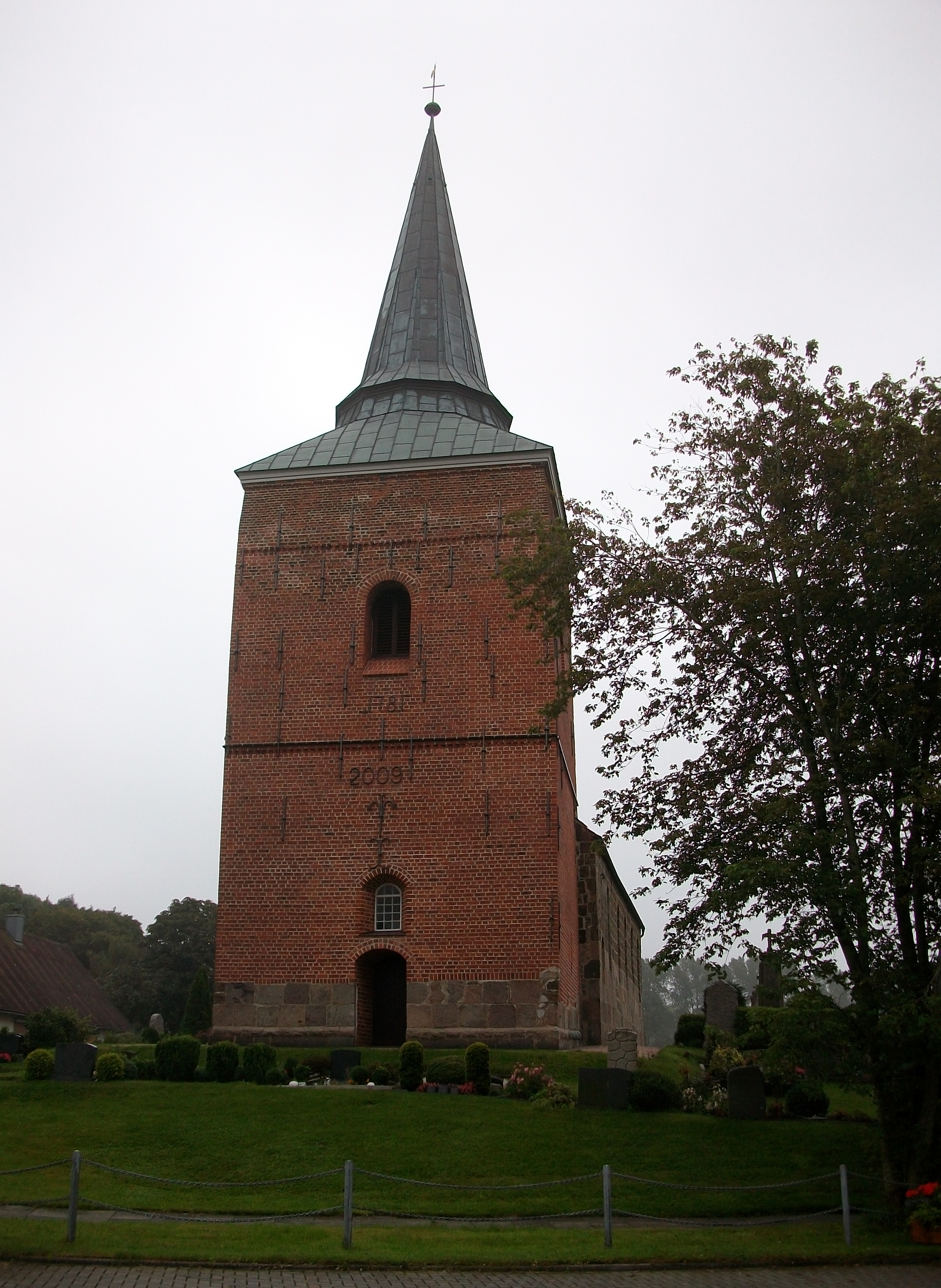
Padingbüttel, St. Matthäus

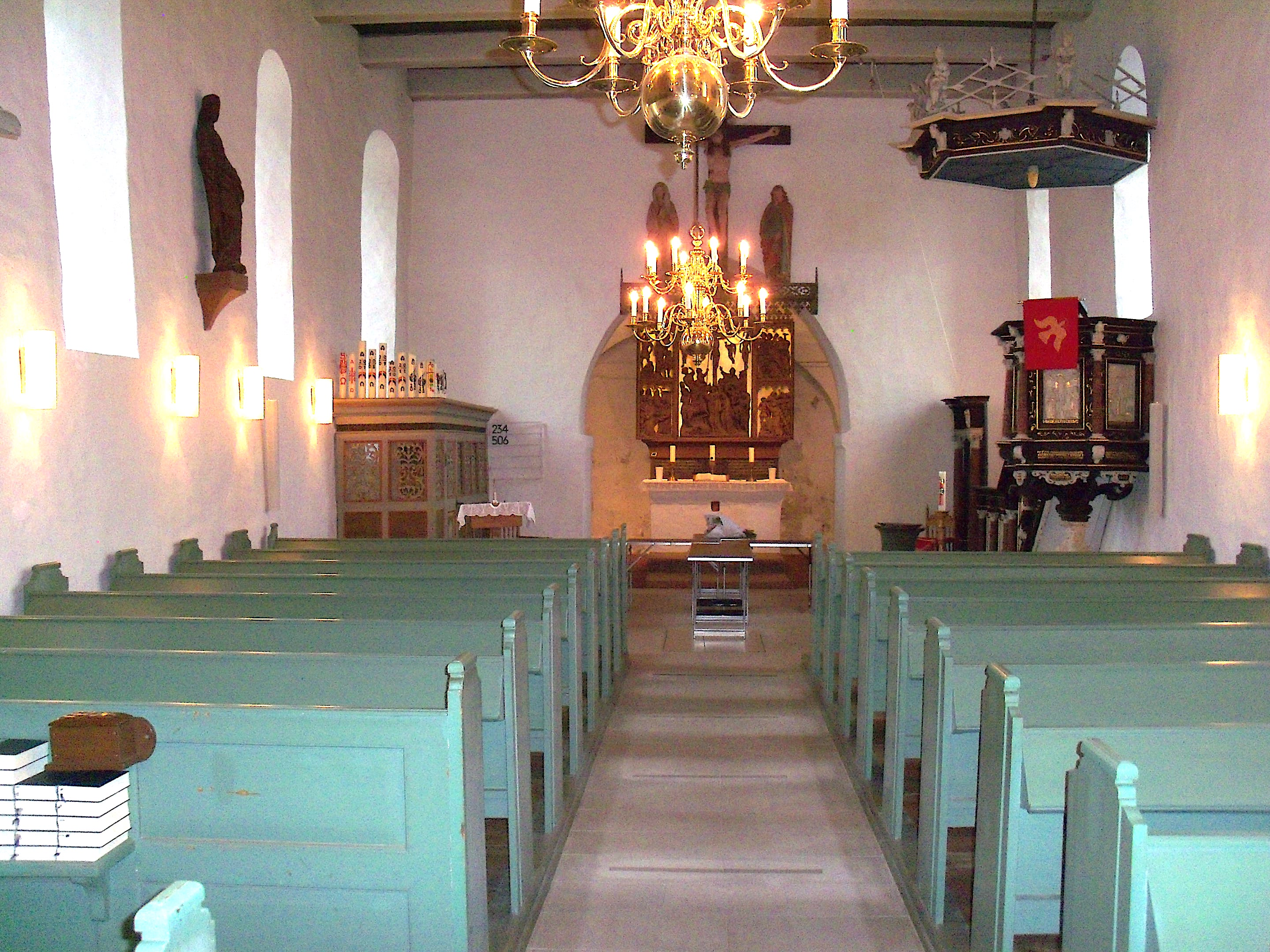
Blick zum Altar

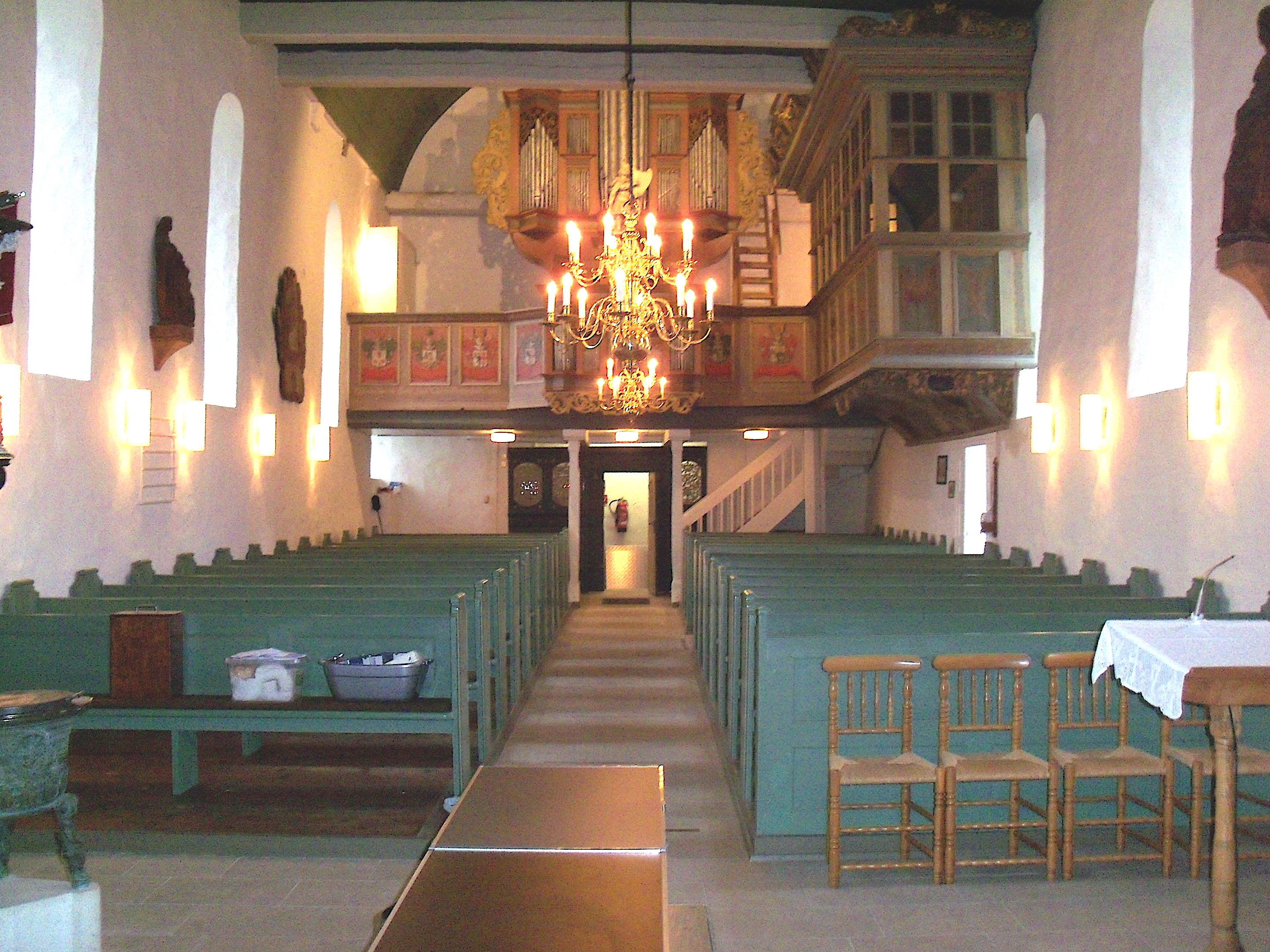
Blick zur Orgelempore

Die evangelisch-lutherische denkmalgeschützte Kirche St. Matthäus steht in Padingbüttel, einem Ortsteil der Gemeinde Wurster Nordseeküste im Landkreis Cuxhaven in Niedersachsen. Die Kirchengemeinde gehört zum Kirchenkreis Wesermünde im Sprengel Stade der Evangelisch-lutherischen Landeskirche Hannover.

## Beschreibung
Die rechteckige Saalkirche wurde in der zweiten Hälfte des 13. Jahrhunderts gebaut. Sie hat einen eingezogenen, quadratischen Chor aus Quadermauerwerk und den Kirchturm im Westen aus dem 15. Jahrhundert. Die Wände des Langhauses mit den hochsitzenden Bogenfenstern haben in ihrer unteren Hälfte Quadermauerwerk aus Granit, darüber sind sie aus Sandstein. An der Südseite befindet sich ein vermauertes rundbogiges Portal. Der obere Teil des Turms wurde nach einem Brand 1825 neu aufgemauert, der Helm wurde erst 1898 hinzugefügt. Im Glockenstuhl des Turms hängt eine Kirchenglocke, die um 1400 gegossen wurde.
Das Langhaus ist mit einer Holzbalkendecke überspannt. Zwischen Langhaus und Chor befindet sich ein schmaler, leicht zugespitzter Chorbogen, über dem sich eine Triumphkreuzgruppe befindet. Der Chor ist bedeckt mit einem Kreuzrippengewölbe mit dünnen Gewölberippen zwischen den Schildbögen. Das Erdgeschoss des Turmes ist mit einem gebusten Kreuzrippengewölbe überspannt.
Der spätmittelalterliche Flügelaltar ist um 1480/90 entstanden. In der Mitte ist der Kalvarienberg dargestellt, auf den Seitenflügeln Szenen der Passion in je zwei Reliefs übereinander. Das achteckige Taufbecken aus dem 14. Jahrhundert hat drei Putten als Beckenträger. Die frühbarocke Kanzel von 1652 hat als Fuß eine Statue des Matthäus, der Kanzelkorb ist geschnitzt von Jürgen Heidtmann dem Jüngeren. Vor der Empore ist eine große Prieche. Über die Orgel ist fast nichts überliefert. Viele Details deuten darauf hin, dass sie im 17. bzw. frühem 18. Jahrhundert erbaut wurde, also aus der Zeit um Arp Schnittger stammt. Die Orgelpfeifen des Hauptwerkes waren ursprünglich klingend, sie sind aber heute stillgelegt. Die Orgel hat ein Manual für das Rückpositiv mit angehängtem Pedal.

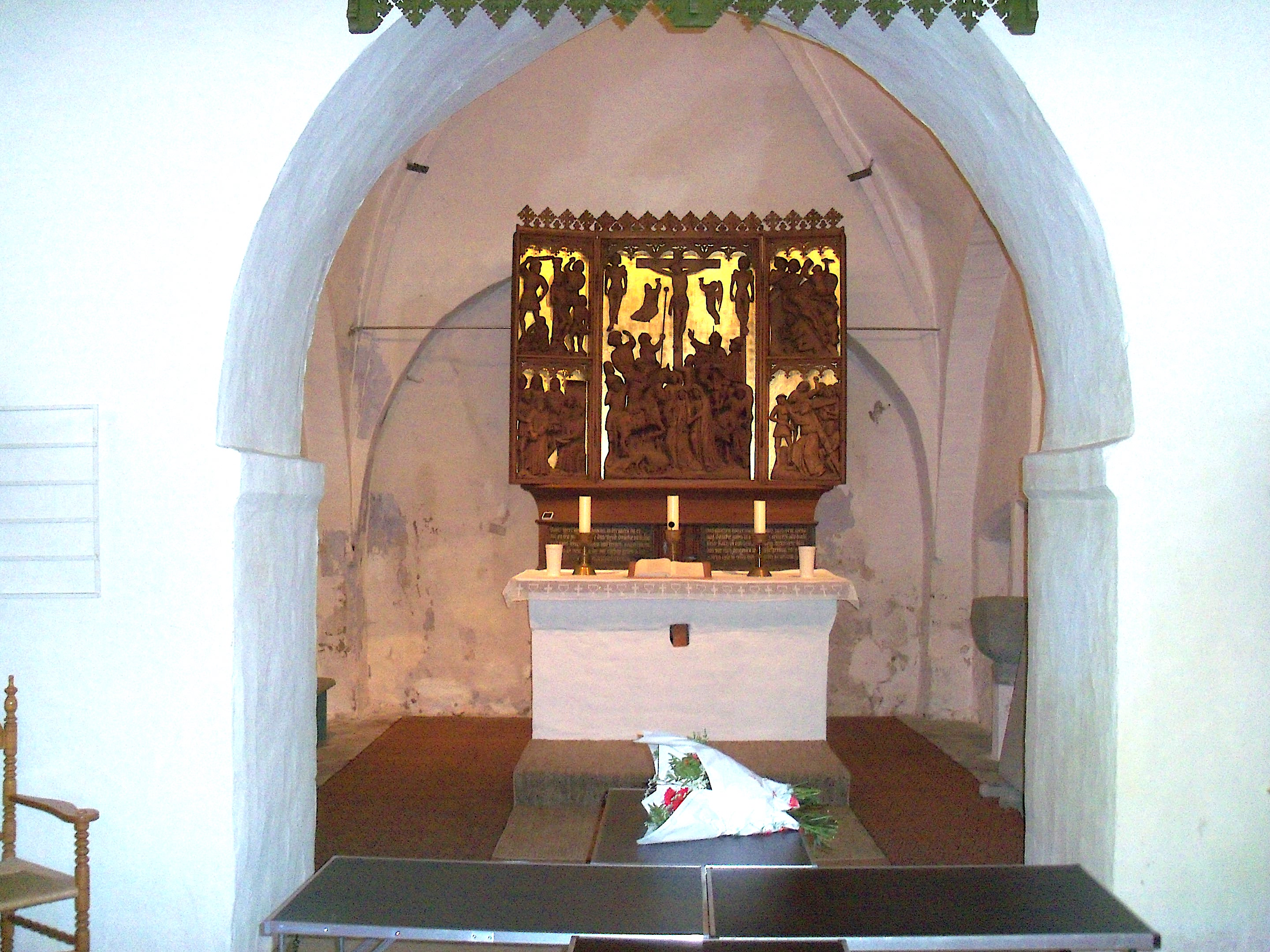
Hier wurde auch Vincent Lübeck (1654–1740) getauft
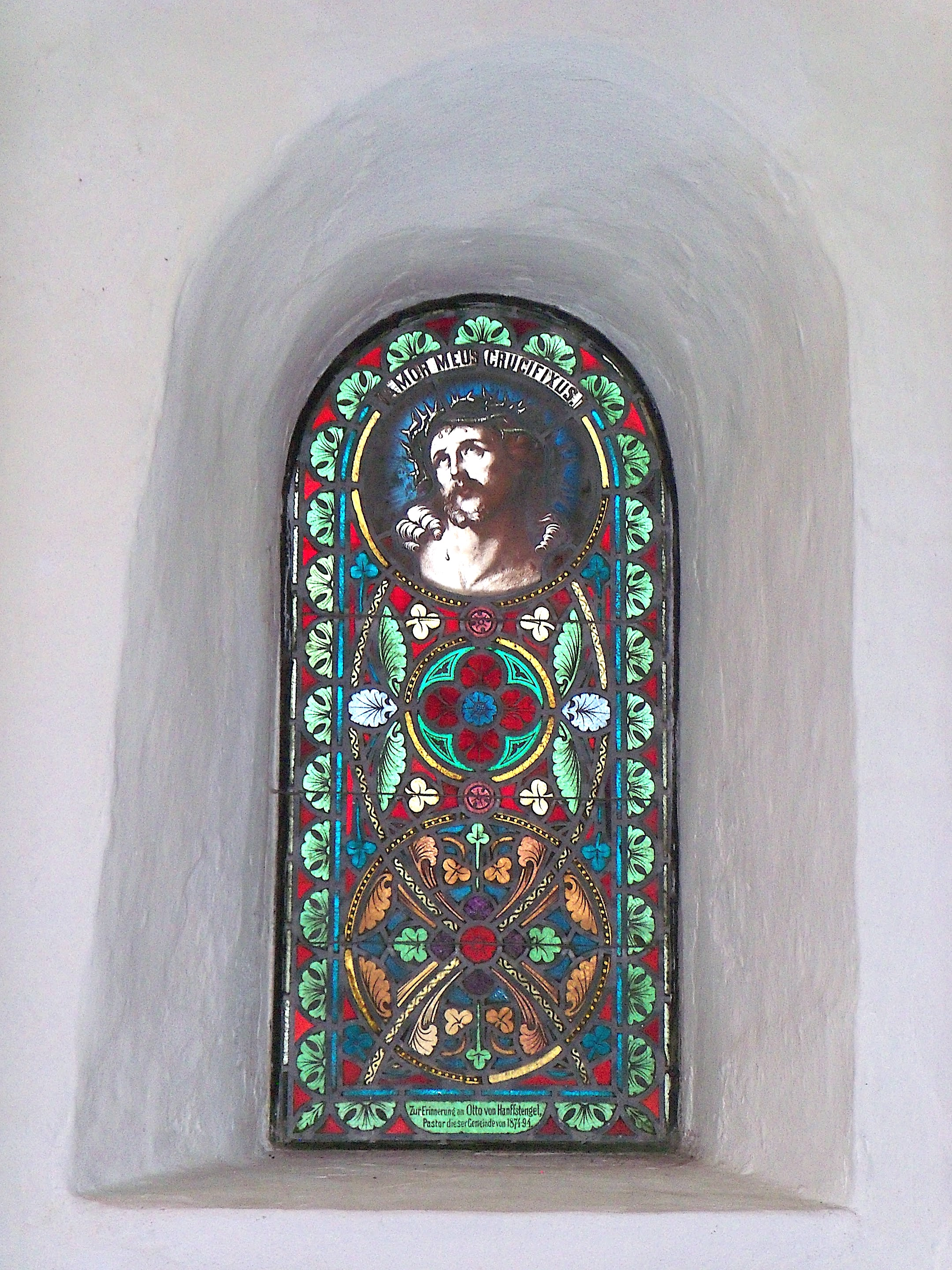
Fenster mit Namen und Jahr
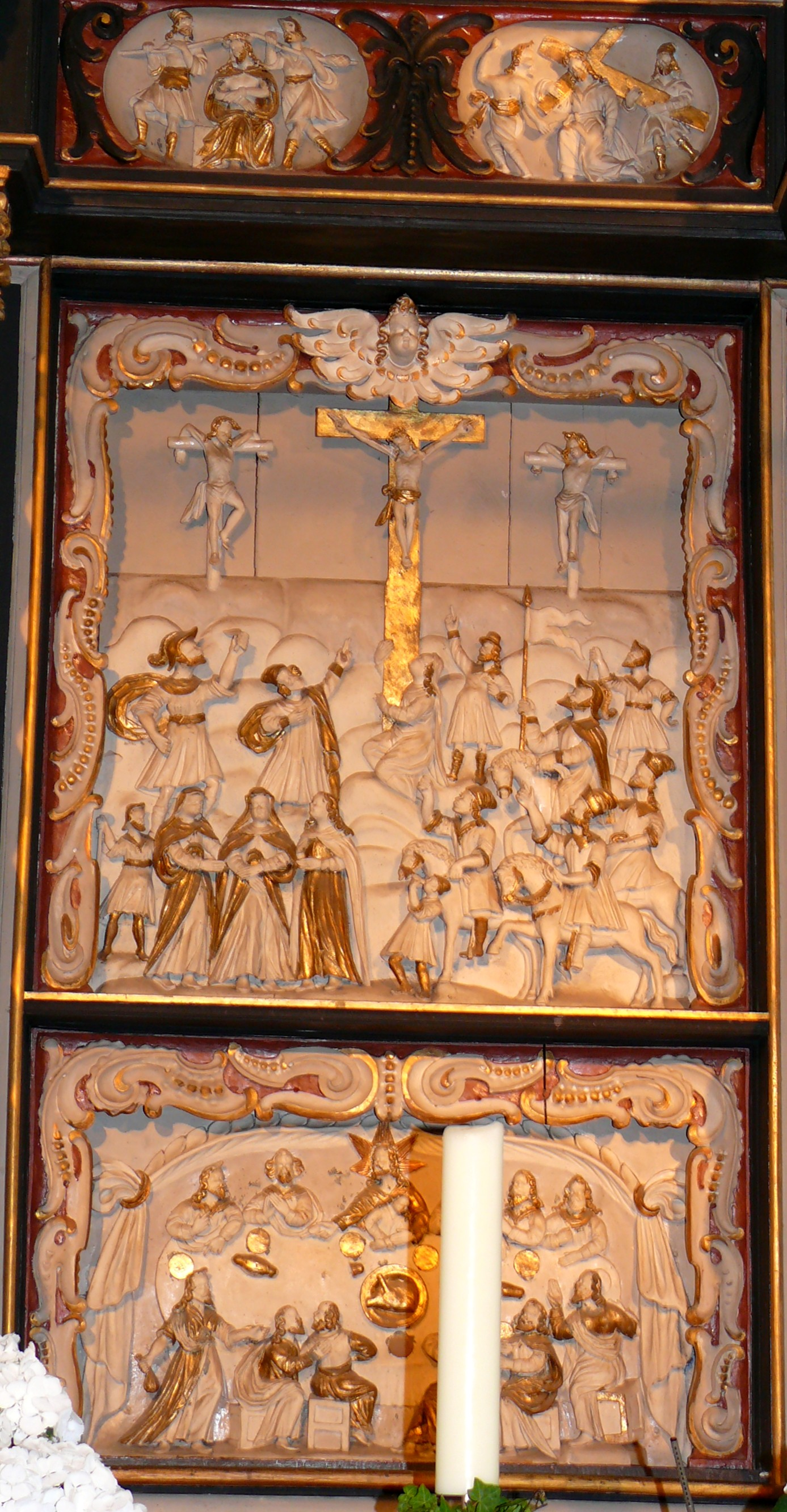
Altar
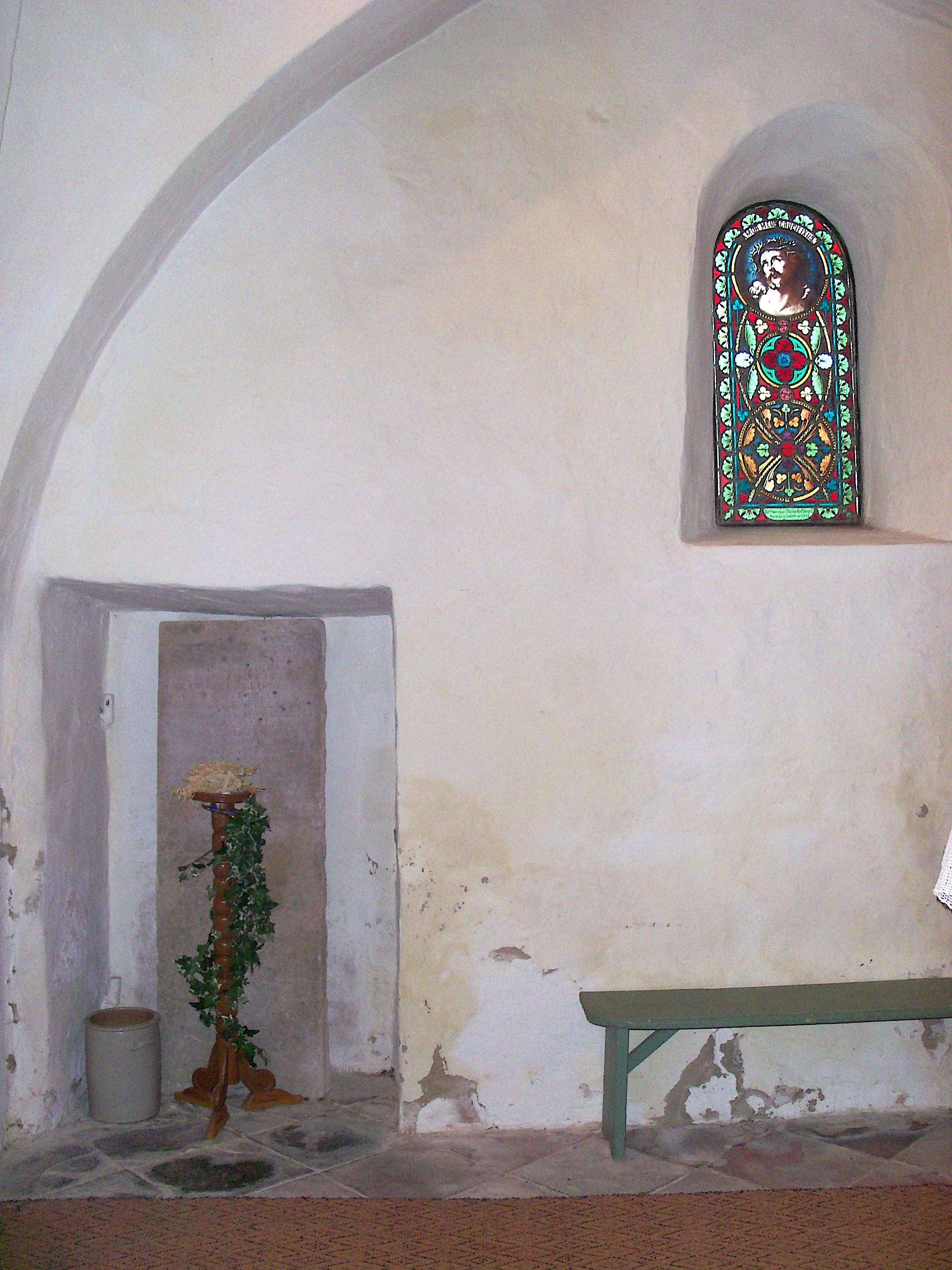
Fenster und ehemalige Tür im ältesten Teil der Kirche